# 肿掌非拟溪蟹
肿掌非拟溪蟹（学名：Aparapotamon inflomanum）为溪蟹科非拟溪蟹属的动物。在中国大陆，分布于云南等地，一般生活于海拔2400米左右的小溪或沟渠的石块下以及泥洞中。